# Nørre Lyndelse
Nørre Lyndelse er en by på det centrale Fyn med 2.325 indbyggere  (2024), beliggende i Nørre Lyndelse Sogn. Byen ligger i Faaborg-Midtfyn Kommune og hører under Region Syddanmark.
Selvom der stadig ligger enkelte gårde (de fleste nedlagte) inde i byen, har byen helt mistet landsbypræget og er i dag domineret af parcelhusbebyggelser. Boligområderne er under stadig udbygning og må forventes at nå den nærliggende landsby Lumby i løbet af de kommende år. Nord for byen ligger et mindre industriområde, hvor bl.a. cykelproducenten Kildemoes findes. Indtil 2010 fandtes også fabrikation af cykler.
Midt i byen ligger Nørre Lyndelse Kirke, en typisk romansk landsbykirke fra cirka år 1200.
Nørre Lyndelse er komponisten Carl Nielsens fødeby. Carl Nielsens Barndomshjem ligger i byen, selvom det måtte flyttes et stykke tilbage for at give plads til udvidelsen af landevejen mellem Odense og Faaborg. Overalt i byen bliver man mindet om Carl Nielsen: Carl Nielsensvej, Carl Nielsen Skolen, Carl Nielsen Hallen og Carl Nielsen Børnehaven.
Der findes to statuer i byen til minde om Carl Nielsen, begge udført af Carl Nielsens hustru, Anne Marie Carl Nielsen. Den første er en buste i skolegården på Carl Nielsen Skolen. Busten er en afstøbning skænket af Ny Carlsbergfondet ved skolens indvielse i 1960. Den anden statue forestiller Carl Nielsen som en lille fløjtespillende dreng på en træstub og er placeret ud mod landevejen i det sydvestlige hjørne af præstegårdshaven, lige ved siden af plejehjemmet.
Byen er også kendt for skuespiller og komiker Andreas Bo Pedersen. Her boede han fra ca. 1966 til 1977.
Lasse Norman Hansen, olympisk guldmedaljevinder i omnium, fra legene i London, kommer også fra Nørre Lyndelse.